# Masaaki Kaneko
Masaaki Kaneko (né le 8 juillet 1940) est un lutteur japonais spécialiste de la lutte libre. Il participe aux Jeux olympiques d'été de 1968 en combattant dans la catégorie des poids plume (57-63 kg) et remporte le titre olympique.

## Palmarès

### Jeux olympiques
- Jeux olympiques de 1968 à Mexico,  Mexique
  -  Médaille d'or.